# سيسيل لولو
سيسيل لولو (بالإنجليزية: Cecil Lolo)‏ هو لاعب كرة قدم جنوب أفريقي في مركز الدفاع، ولد في 3 نوفمبر 1988 في كيب تاون في جنوب أفريقيا، وتوفي بنفس المكان في 25 أكتوبر 2015 بسبب حادث مرور. لعب مع أياكس كيب تاون.